# Port Rexton
Port Rexton är en ort i Kanada.   Den ligger i provinsen Newfoundland och Labrador, i den östra delen av landet, 1 700 km öster om huvudstaden Ottawa. Port Rexton ligger 18 meter över havet och antalet invånare är 351.
Terrängen runt Port Rexton är platt. Havet är nära Port Rexton åt sydost. Runt Port Rexton är det mycket glesbefolkat, med 2 invånare per kvadratkilometer.. Port Rexton är det största samhället i trakten. 